# Pavoninae
Pavoninae este o subfamilie de păsări din familia Phasianidae.